# Heywood (Wiltshire)
 (septembre 2023).
Pour les articles homonymes, voir Heywood.
Heywood est une paroisse civile et un village du Wiltshire, en Angleterre.